# Podprahový signál
Podprahový signál je signál osobě, který je pod limitem jejího vnímání (pod prahem, odtud název), takže signál daná osoba sice zaregistruje, ale v té chvíli si to neuvědomí, protože obsah signálu jí přejde přímo do podvědomí, například je podprahovým signálem obrázek, který osoba vidí příliš krátkou dobu. Tato technologie se údajně využívá v reklamě a propagaci. V některých zemích je zákonem zakázána. S tímto tématem také manipuluje množství konspiračních teorií.

## Historie
První zprávy o využívání podprahových signálů jsou z roku 1917, kdy byla americká armáda obviňována z toho, že do písní a plakátů umisťuje podprahové signály, které měly nalákat lidi k odvodu. Toto podezření nebylo potvrzeno ani vyvráceno.
Roku 1957 prohlásil americký specialista na reklamu James Vicary, že umístil do televizního vysílání záběry s nápisy „pij Coca-colu“ a „jez popcorn“, čímž údajně způsobil zvýšení prodeje těchto výrobků. Tento incident způsobil širokou diskuzi o problematice podprahových signálů, která mimo jiné vedla k zákazu podprahových signálů ve Spojených státech, Austrálii a Velké Británii. Vicary ale později, v roce 1962, přiznal, že si své tvrzení vymyslel.
Roku 1973 vydal Wilson Bryan knihu Podprahové svádění (v originále Subliminal seduction), v níž tvrdil, že podprahové signály byly už tehdy široce využívány v reklamě. Tato kniha způsobila vlnu zájmu o podprahovou komunikaci.

## Popis
Podprahové vnímání se většinou považuje za druh nevědomého vnímání (to je vnímání, u kterého vnímatel vnímá vnímané, ale v danou chvíli si to neuvědomí – dalším příkladem takového vnímání je například hypnóza nebo hlas ve spánku).

## Jak to funguje
- Lidský mozek má omezenou kapacitu a dokáže tedy přijmout jen omezené množství informací. Vědomí tedy může být informacemi zahlceno a v té chvíli se ke slovu dostává podvědomí, skrz které je snadnější s lidmi manipulovat.

- Nejčastěji uváděným příkladem při vysvětlování této problematiky je pásek filmu. Jednu sekundu na něm tvoří 24 políček (u videorekordérů 25), které lidský mozek nevnímá jako 24 následujících obrazů (fotografií), ale jako jeden celek. Pokud se místo jednoho obrázku do políčka vloží nějaký text, divák nejenže nemá šanci jej přečíst (měl by na to 1/24 sekundy), ale ani nezaznamená jeho přítomnost.

- Tato vlastnost lidského povědomí však není tak negativní, jak se jeví při popisování podprahové reklamy. To, že v podvědomí je uloženo mnohem více informací, které se pomocí nějaké asociace dostávají do vědomí a my se podle nich můžeme řídit, umožňuje i nabývat zkušeností. Pokud se poněkolíkáté ocitneme v podobné či stejné situaci, naše podvědomí našemu vědomí neustále vysílá nějaké signály a my jsme schopni jednat a rozhodovat se stále rychleji. A pokud je teplo, sálající z kastrolu na plotně, spojené s nebezpečím spálení, pak automaticky ucukneme rukou do bezpečné vzdálenosti, pokud se při práci v kuchyni moc přiblížíme rozpálenému kovu.

Není úplně jisté, jestli mohou být pomocí podprahových signálů vnímány pouze jednodušší zprávy, nebo jestli je toto vnímání úplné a kompletní.

## Příklady
Podprahový signál se objevil také v animovaném filmu Břetislava Pojara „Jak jeli k vodě“ z cyklu Pojďte pane, budeme si hrát. Ve scéně u rybníka se na chvíli zobrazí nápis „Hlasuji pro mír!“.
Podprahový signál s některými nápisy (např. „Elvis is not dead“ nebo „Bombs keep us free“) se ke konci 90. let vyskytoval ve znělce (přesněji v tzv. „předělu“, oddělujícím jednotlivé části pořadu) erotického pořadu Peříčko televize Nova. Na podnět časopisového článku, který na to upozorňoval, se televize vyjádřila, že tento předěl převzala z jiné anglofonní produkce, a nakonec jej vyměnila za předěl své výroby.

### Podprahové vzkazy v populární hudbě
V případech několika hudebních nahrávek lze slyšet skrytý vzkaz. Někdy je do nich vložený pozpátku záměrně, jindy samotná kompozice slov zapříčiní, že jejich fonetická podoba, puštěná pozpátku, dává jiný význam. Co se obsahu týče, vzkazy mohou nebo nemusejí mít souvislost s původním textem, může se jednat o žerty, mohou spekulovat ohledně životů samotných interpretů a je též určitá část tajně vložených vzkazů, která má něco společného se satanismem. Příklady:
- Pravděpodobně nejdelší text, který dává smysl puštěný pozpátku, se vyskytuje ve slavné rockové baladě Stairway to Heaven od Led Zeppelin – celá prostřední sloka, začínající od „If there's a bustle in your hedgerow…“. Pozpátku zní takto: „Here's to my sweet Satan – the one whose little path would make me sad. He'll give You 666. There was a little toolshed where He made us suffer, sad Satan.“ (A zde je pro mého slaďoučkého Satana – toho jediného, jehož drobná cesta mě rozesmutní. Dá ti 666. Byla jedna malá bouda na nářadí, kde nás [On] přinutil trpět. Smutný Satan.)[zdroj?]
- Písnička Born This Way od Lady Gaga, puštěná pozpátku, má na pár místech vmixovaný šepot slov „noise“ nebo „hear noise“ (šum resp. slyšet šum). Zajímavostí je, že i ze zbytku písničky lze pozpátku odposlechnout větší množství souvislých hlášek, např. „I'm a singer of Pop“, „come on, bitch“, „I prefer sodomy“, „Lucifer in here“, „horny for You“. Některé z nich navíc jdou hned za sebou, např. „lie for You, take it now“, „yeah, the pussy God“, „dirty He looks“, „that's why we sexy“, „sell that pussy“, „killer, now all You've seen that bad look“, „I see that look“, „I feel bad for You“, „for a Hell club“, „bigger than You“.[5]

Některé z výše uváděných vzkazů jsou zřetelnější, druhé méně, jiné mohou být toliko výplodem představivosti (pareidolie).
Jiným způsobem, jak upravit vkládaný skrytý vzkaz, je kromě obrácení směru přehrávání například změna jejich rychlosti (tj. vzkazy přehrané příliš rychle nebo příliš pomalu, aby mohly být vědomě zachyceny), dále jejich ztišení na hranici slyšitelnosti (popř. kombinováno s extrémním panningem), naopak přebuzení, zkreslení nebo prohnání jiným audio efektem.

## Reklama v dnešní době
Marketingoví specialisté ve snaze upoutat pozornost pracují se všemi smysly. Dokonce i vůně a pachy nás ovlivňují a působí na limbický systém (část mozku, kterou nemáme pod přímou kontrolou), který potom ovlivňuje lidské pocity a následně chování. A tak existuje i vůňový marketing. [zdroj⁠?!]